# Джон Сол
Джон Сол (на английски: John Saul) е американски писател, автор на бестселъри в жанровете трилър, хорър и криминален роман.

## Биография и творчество
Джон Уудръф Сол III е роден на 25 февруари 1942 г. в Пасадена, Калифорния, САЩ, в семейството на Джон Уудръф Сол младши и Аделин Елизабет. Отраства в Уитиър и завършва гимназия през 1959 г. В периода 1959-1960 г. учи антропология в Колежа Антиохия в Охайо, през 1961-1962 г. либерални изкуства в Университета на Монтана, и през 1961-1962 г. в Колежа на Сан Франциско, но не се дипломира.
След напускане на колежа решава да стане писател и за да се издържа в следващите 15 години работи различни временни работи, включително копирайтър, агент на коли под наем, офис асистент и по програма на наркотици и алкохол в Сиатъл. В периода 1976-1978 г. е директор и член на борда на компания „Телуриън комюнити“, а в периода 1978-1980 г. е директор на театъра в Сиатъл.
Преди да бъде одобрен първият му ръкопис той пише десетина други романи, които не са публикувани, до момента, в който литературният му агент го съветва да се обърне към психотрилъра.
Първият му трилър „Suffer the Children“ (Оставете децата) е издаден през 1977 г. Той получава широка реклама, става бестселър и го прави известен.
Освен като писател на трилъри той пише и няколко едноактни пиеси, които са поставени в Лос Анджелис, Сиатъл и Ню Йорк.
Произведенията на писателя често са в списъците на бестселърите. Те са издадени в над 60 милиона екземпляра по света.
През 1982 г. романът му „Cry for the Strangers“ е екранизиран в едноименния филм с участието на Патрик Дъфи, Синди Пикет и Лорънс Пресман.
Член е на Северозападната организация на писателите на САЩ и на Организацията на писателите от Мауи. Заместник-председател е на Фондация „Честър Уудръф“.
Джон Сол живее с партньора си Майкъл Сак в Белвю, щат Вашингтон, остров Сан Хуан, и на Мауи, Хавай.

## Произведения

### Самостоятелни романи
- Suffer the Children (1977)
- Punish the Sinners (1978)
- Cry for the Strangers (1979)
- Comes the Blind Fury (1980)
- When the Wind Blows (1981)
- The God Project (1983) – издаден и като „All Fall Down“
- Nathaniel (1984)
- Brainchild (1985)
- Hellfire (1986)
- The Unwanted (1987)
- The Unloved (1988)
- Creature (1989)
- Sleepwalk (1990)
- Second Child (1990)
- Darkness (1991)
- Shadows (1992)
Сенки, изд.: ИК „Плеяда“, София (1994), прев. Георги Даскалов
- Guardian (1993)
- The Homing (1994)
- Black Lightning (1995)
Черната мълния, изд.: ИК „Ера“, София (1996), прев. Николай Акимов
- The Presence (1997)
- The Right Hand of Evil (1999)
- Nightshade (2000)
- The Manhattan Hunt Club (2001)
Ловен клуб Манхатън, изд.: ИК „Ера“, София (2002), прев. Юлия Чернева
- Midnight Voices (2002)
- Black Creek Crossing (2004)
- Perfect Nightmare (2005)
- In the Dark of the Night (2006)
Злото, което не спи, изд.: ИК „Плеяда“, София (2010), прев. Стефан Георгиев
- The Devil's Labyrinth (2007)
- Faces of Fear (2008)
- House of Reckoning (2009)
Дом за разплата, изд. „Изток-Запад“, София (2013), прев. Венцислав К. Венков

### Серия „Хрониките на Блекстоун“ (Blackstone Chronicles)
1. An Eye for an Eye (1996)
2. Twist of Fate (1997)
3. Ashes to Ashes (1997)
4. In the Shadow of Evil (1997)
5. Day of Reckoning (1997)
6. Asylum (1997)

### Книги за писателя
- John Saul: A Critical Companion (1995) – от Пол Бейл, биография и литературна критика на произведенията му

### Екранизации
- 1982 Cry for the Strangers
- 1998 John Saul's Blackstone Chronicles – видео игра